# ФК Њиређхаза Спартак
Фудбалски клуб „Њиређхаза Спартак” (мађ. Nyíregyháza Spartacus Football Club) је мађарски фудбалски клуб из Њиређхазе. Утакмице играју на домаћем вишенаменском, спортски комплекс, Градском стадиону (Városi Stadion), капацитета од 16.500 гледалаца. Боје клуба су црвена и плава.

## Историја

### 1960
Тим је основан 1959. године фузијом два тима Спартака (Spartacus) и Грађевинара (Építők). Током раних шездесетих тим је успео да уђе у другу мађарску дивизију, где је егзистирао између мађарске прве Б лиге и и мађарске друге лиге. Ово је био и уједно такозвани златни тим Њиређхазе у којем су играли Бакош, Пилчук, Ковачић, Пал Цини, Пап Суска, Сокол, Кашкете, Игнеци, Золи Нађ, Харча, Грохољ и Чемицки.

### 1980
Током осамдесетих година двадесетог века тим је успео да се домогне прве лиге. Први прволигашки меч су одиграли против ФК Диошђера, ривала из Мишколца. Први прволигашки гол је постигао Козма Кичи и Спари је победио са 2:0. Тим је сезону завршио на 7 месту, али је већ следеће сезоне испао у другу лигу.

### 1998-2008
Тим се вратио назад у прву лигу. У првој повратничкој сезони 1998/99 су заузели 13 место, следеће 1999/00, су већ били на деветом месту. Током сезоне 2000/01 лига је спала на 12 клубова тако да је Њиређхаза Спартак испао из прволигашког такмичења.
У сезони 2004/05 лига се опет проширила на 16 тимова и Њиређхаза се вратио у прву лигу. И поред неколико блиставих утакмица тим је сезону завршио на 15 месту и са том позицијом је опет морао да иде у друголигашко такмичење али се већ следеће сезоне 2007/08 вратио у прву лигу и заузео десету позицију.

## Прволигашки резултати
Екипа Њиређхазе је имала спорадичне успехе у прволигашком такмичењу. Само је једанпут имала позитивну гол-разлику и најбоља позиција на крају сезоне е била седма позиција а из прве лиге је тим испадао три пута.
| Сезона  | УУ  | ПБ | НР | ИЗ  | ГД-ГП   | ГР  | Бо  | Позиција на табели                |
| ------- | --- | -- | -- | --- | ------- | --- | --- | --------------------------------- |
| 2007/08 | 30  | 11 | 7  | 12  | 34-37   | -3  | 40  | 10                                |
| 2000/05 | 30  | 5  | 11 | 14  | 38-63   | -25 | 26  | 15: Испао у другу лигу            |
| 2000/01 | 14  | 3  | 0  | 11  | 10-24   | -14 | 9   | (Група А): 8: Испао у другу лигу' |
| 1999/00 | 32  | 12 | 8  | 12  | 32-42   | -10 | 44  | 9                                 |
| 1998/99 | 34  | 10 | 9  | 15  | 46-52   | -6  | 39  | 13                                |
| 1983/84 | 30  | 7  | 8  | 15  | 28-47   | -19 | 22  | 15: Испао у другу лигу            |
| 1982/83 | 30  | 9  | 8  | 13  | 29-37   | -8  | 26  | 10                                |
| 1981/82 | 34  | 8  | 12 | 14  | 35-51   | -16 | 28  | 15                                |
| 1980/81 | 34  | 11 | 16 | 7   | 30-25   | +5  | 38  | 7                                 |
| УКУПНО  | 268 | 76 | 79 | 113 | 282-378 | -96 | 272 |                                   |

УУ = Укупно утакмица; ПБ = Победе; НР = Нерешено; ИЗ = Укупно пораза; ГД = Голова дато; ГП = Голова примљено; ГР = Гол-разлика; Бо = Бодова